# Bertin Tomou
Bertin Tomou Bayard (Bafoussam, 8 augustus 1978) is een Kameroenese voetballer. Tomou staat sinds 2012 onder contract bij de Belgische derdeklasser RC Waregem en zijn positie is aanvaller. Voordien speelde Tomou onder meer voor Excelsior Moeskroen, KVC Westerlo, KSV Roeselare en clubs uit China.
Tomou speelde sinds 2004 reeds twintig wedstrijden voor de Kameroense nationale ploeg, daarin kon hij één doelpunt scoren.

## Spelersstatistieken
| seizoen   | club                     | land       | klasse             | wedst | goals |
| --------- | ------------------------ | ---------- | ------------------ | ----- | ----- |
| 1996-1997 | PWD Bamenda              | Kameroen   | ?                  | 6     | 14    |
| 1997-1997 | Pohang Steelers          | Zuid-Korea | K-League           | 3     | 4     |
| 1998-1999 | Shenzhen Xiangxue        | China      | Super League       | 23    | 7     |
| 2000-2001 | Yunnan Hongta            | China      | Jia League         | 5     | 0     |
| 2001-2002 | Guangzhou Pharmaceutical | China      | Jia League         | 7     | 8     |
| 2002-2003 | Zhejiang Lucheng         | China      | Jia League         | 34    | 14    |
| 2003-2004 | Xiamen Lanshi            | China      | Jia League         | 26    | 15    |
| 2004-2005 | Zhejiang Lucheng         | China      | Jia League         | 22    | 12    |
| 2005-2006 | Stade Brestois           | Frankrijk  | Ligue 2            | 15    | 3     |
| 2006-2007 | Excelsior Moeskroen      | België     | Jupiler Pro League | 27    | 7     |
| 2007-2008 | Excelsior Moeskroen      | België     | Jupiler Pro League | 25    | 11    |
| 2008-2009 | KVC Westerlo             | België     | Jupiler Pro League | 30    | 5     |
| 2009-2010 | KVC Westerlo             | België     | Jupiler Pro League | 14    | 3     |
| 2009-2010 | KSV Roeselare            | België     | Jupiler Pro League | 14    | 2     |
| 2011-2012 | US Vaires                | Frankrijk  |                    | 17    | 4     |
| 2012-2013 | RC Waregem               | België     | Derde klasse       | 34    | 19    |
|           |                          |            | Totaal             | 302   | 128   |